# مورغان تسفانغيراي
مورغان ريتشارد تسفانغيراي (بالإنجليزية: Morgan Richard Tsvangirai)‏ (مواليد 10 مارس 1952 - وفاة 14 فبراير 2018) رئيس حزب الحركة من أجل تغيير ديمقراطي (MDC-T) في زيمبابوي ونقابي سابق، ومن أشد خصوم الرئيس روبرت موغابي. شغل منصب رئيسا لوزراء زيمبابوي من 11 فبراير 2009 إلى غاية 11 سبتمبر 2013. تعرض لحادث سيارة بعد أقل من شهر من توليه رئاسة الوزراء في البلاد أصيب جرائه بجراح فيما لقيت زوجته سوزان مصرعها.

## سيرة
ولد تسفانغيراي في منطقة غوتو في روديسيا الجنوبية في ذلك الوقت، وهو الأكبر بين تسعة أطفال، حيث كان أبوه نجار وبناء. عند خروجه من المدرسة في وقت مبكر، في عام 1974 بدأ العمل لإزالة الألغام. امضى عشر سنوات في إزالة الألغام. تسفانغيراي تزوج من سوزان سنة 1978 وأنجب ستة أطفال خلال 31 سنة من زواج.

## انتخابات 2002
تسفانغراي كان المرشح في الانتخابات الرئاسية المثيرة للجدل التي جرت في 2002 والتي خسرها لصالح موغابي. وفي الانتخابات الرئاسية التي جرت في أواخر مارس 2008 فاز تسفانغيراي في الجولة الأولى من هذه الانتخابات حيث حصل على 47.8 % من الأصوات، فيما حصل موغابي على 43.2 من الأصوات ما استدعى إجراء جولة ثانية من الانتخابات. إلا أن مورغان تسفانغيراي رفض إجراء جولة ثانية من الانتخابات «تجنيبا للبلاد المزيد من العنف» ليفوز موغابي الذي ظل وحيدا في السباق الانتخابي وليظل رئيسا لزيمبابوي.
وبموجب اتفاق تم في سبتمبر 2008 لتقاسم السلطة بين حزب «زانو» الذي يتزعمه الرئيس روبرت موغابي وحزب «الحركة من أجل تغيير ديمقراطي» فقد تولى زعيم المعارضة رئاسة الحكومة في البلاد فيما تم تشكيل هذه الحكومة من كلا الحزبين.